# Portfolio (álbum)
Portfolio es el álbum debut de la cantante y modelo jamaiquino-estadounidense Grace Jones, lanzado en septiembre de 1977 por Island Records. Fue el primero de su trilogía disco, producido por Tom Moulton. Incluye tres sencillos publicados anteriormente con la etiqueta Orfeus en Francia y Manga Junction en los Estados Unidos entre 1975 y 1976, "I Need A Man", "Sorry" y "That's the Trouble".
El lado del original disco de vinilo es una mezcla continua de disco que abarca tres canciones musicales de Broadway, "Send in the Clowns" de Stephen Sondheim de 1973 (A Little Night Music), "What I Did For Love" de A Chorus Line y "Tomorrow " de Annie. El lado B comienza con una versión muy particular de "La vie en rose" de Édith Piaf. Una versión editada de la canción fue lanzada como sencillo, tanto en 1977, 1983 y 1985 y la versión del álbum también se incluyó en 1985 en el álbum recopilatorio Island Life.
Portfolio alcanzó el número #52 en la lista Black Album Chart de los Estados Unidos, mientras que sube hasta el número #109 en Billboard Album Chart. "I Need A Man" alcanzó el codiciado lugar #1 en los Charts Dance Estados Unidos, y "That's the Trouble"/"Sorry" alcanzó el número #7 en el mismo gráfico. "La Vie en Rose" fue disco de oro en Europa y se vendió muy bien, además de subir a la cima de las listas en muchos países europeos como Alemania, Dinamarca y los Países Bajos.

## Lista de canciones

### Lado A
1. "Send in the Clowns" (Stephen Sondheim) - 7:33
2. "What I Did For Love" (Marvin Hamlisch, E. Kleban) - 5:15
3. "Tomorrow" (Martin Charnin, Charles Strouse) - 5:48

- Tiempo total sin detener (Lado A) - 18:36

### Lado B
1. "La vie en rose" (Édith Piaf, Louis Gugliemi) - 7:27
2. "Sorry" (Grace Jones, Pierre Papadiamondis) - 3:58
3. "That's the Trouble" (Jones, Papadiamondis) - 3:36
4. "I Need A Man" (Papadiamondis, Paul Slade) - 3:23

## Historial de versiones

### LP
- 1977 Island Records (ILPS 9470, Estados Unidos)
- 1977 Island Records (25 579 XOT, Alemania)
- 1977 Island Records (9123 023, Francia)
- 1977 Island Records (25 579-1, España)
- 1977 Island Records (25579 XOT, Países Bajos)
- 1977 Island Records (ILPS 9470, Canadá)
- 1977 Dischi Ricordi S. p. A. (ORL 19470, Italia)
- 1987 Island Records (258 272, Europa)
- 1990 Island Records (842 614-2, Europa)

### CD
- 1987 Island Records (CID 9470, Europa)
- 1990 Island Records (422-842 614-2, Estados Unidos)
- 1990 Island Masters (IMCD 19, Europa)

## Personal
- Grace Jones - canto
- Sweethearts of Sigma - vocalistas
- Barbara Ingram - vocalistas
- Carla Benson - vocalistas
- Yvette Benton - vocalistas
- Allen Schwartberg - batería
- Wilbur Bascomb - bajo eléctrico
- Lance Quinn - guitarra
- Cliff Morris - guitarra
- Bobby Eli - guitarra
- Larry Washington - conga
- Carlton "Cotton" Kent - teclado, piano
- Ron "Have Mercy" Kersey - piano Rhodes
- Vincent Montana Jr. - vibráfono
- Moto - pandereta

## Producción
- Tom Moulton - productor, para Beam Junction Productions
- A Tom Moulton Mix
- Ed. Orfeus - productor pistas B2-B4
- Duke Williams - arreglista pista B1
- Don Renaldo - cuerda frotada, horns (Don Renaldo Strings & Horns)
- Vincent Montana - arreglista, director
- Arthur Stoppe - grabación
- Jay Mark - grabación
- José Rodriguez - masterización en Frankford/Wayne, Nueva York
- Richard Bernstein - gráficos, diseños y pintura del álbum
- Antonio López - fotógrafo designado
- Francis Ing - fotógrafo designado
- Grabación y mixed de Sigma Sound Studios, Phila., PA
- Dedicado a la memoria de Jeremy Stuard

## Singles

### "I Need A Man"
- BE 7" single (1975) Pink Elephant PE 22.098Y

1. "I Need A Man" (Versión single) - 3:15
2. "Again And Again" - 3:46

BR 7" single (1977) Top Tape TCD-54
1. "I Need A Man"
2. "Sorry"
3. "That's The Trouble"
4. "I Need A Man" (Versión instrumental) - 4:53

- FR 7" single (1975) Orfeus 990.140

1. "I Need A Man" (Versión single) - 3:15
2. "Again And Again" - 3:46

- FR 12" single (1984) Orfeus 900.072

1. "I Need A Man" (Disco Mix) - 7:30
2. "I Need A Man" (Versión instrumental) - 4:53

- GE 7" single (1976) Metronome M 25.710

1. "I Need A Man" (Versión single) - 3:15
2. "Again And Again" - 3:46

- IT 7" single (1977) Derby DBR 5333

1. "I Need A Man" (Disco Mix) - 7:30
2. "I Need A Man" (Versión instrumental) - 4:53

- PO 7" single (1975) Decca P-990 140 G

1. "I Need A Man" (Versión single) - 3:15
2. "Again And Again" - 3:46

- SP 7" promo (1977) Novola OOX-354

1. "I Need A Man" (Disco Mix) - 7:30
2. "I Need A Man" (Versión instrumental) - 4:53

- US 7" single (1977) BJ104

1. "I Need A Man" - 3:22
2. "I Need A Man" (Versión instrumental) - 4:53

- US 12" single (1977) Beam Junction 12-BJ 1004

1. "I Need A Man" (Disco Mix) - 7:30
2. "I Need A Man" (Versión instrumental) - 4:53

### "Sorry"
- FR 7" single (1976) 990.141

1. "Sorry" - 3:58
2. "That's The Trouble" - 3:30

- US 7" single (1976) BJ102

1. "Sorry" - 3:58
2. "That's The Trouble" - 3:30

- US 12" single (1976) 12-BJ 1001

1. "Sorry" (Disco Mix) - 6:42
2. "That's The Trouble" (Disco Mix) - 7:02

- US 12" promo (1976)

1. "Sorry" (Disco Mix) - 6:42
2. "That's The Trouble" (Disco Mix) - 7:02

### "That's the Trouble"
- FR 12" single (1976) 900.071

1. "That's The Trouble" (Disco Mix) - 7:02
2. "Sorry" (Disco Mix) - 6:42

- FR 7" single (1984) Carrere 13.611

1. "That's The Trouble" (Nuevo Mix) - 3:45
2. "Sorry" - 3:58

- FR 12" single (1984)

1. "That's The Trouble" (Nuevo Mix) - 3:45
2. "That's The Trouble" (Instrumental)
3. "I Need A Man"
4. "Sorry" - 3:58

- GE 7" single (1976) 17 465 AT

1. "That's The Trouble"
2. "Sorry"

- GE 7" promo (1977) Island 15 582 XT

1. "That's The Trouble" - 3:36

- IT 12" single (1976) DBR 9201

1. "That's The Trouble" (Disco Mix) - 7:02
2. "Sorry" (Disco Mix) - 6:42

- JP 7" promo

1. "That's The Trouble"
2. "Sorry"

- NE 12" single (1977) Scramble MS 40.12

1. "That's The Trouble" (Disco Mix) - 7:02
2. "Sorry" (Disco Mix) - 6:42

- US 12" single (1976) 12 BJ1001

1. "That's The Trouble" (Disco Mix) - 7:02
2. "Sorry" (Disco Mix) - 6:42

### "La Vie en Rose"
- CA 7" single (1977) Island IS-098

1. "La Vie En Rose" (Versión de 7") - 3:35
2. "I Need A Man" - 3:22

- CA 12" promo (1982) IS 865

1. "La Vie En Rose" - 7:24
2. "I Need A Man" - 3:22
3. "My Jamaican Guy" - 6:00
4. "Pull Up To The Bumper" - 4:58

- FR 7" single (1977) Island 6172 530/6172 530

1. "La Vie En Rose" (Versión de 7") - 3:35
2. "I Need A Man" - 3:22

- GE 7" single (1977) Island 11 699 AT

1. "La Vie En Rose" (Versión de 7") - 3:35
2. "I Need A Man" - 3:22

- GE 7" single (1984) Island 102 371-100

1. "La Vie En Rose" (Versión de 7") - 3:35
2. "I Need A Man" - 3:22

- GE 12" single (1977) Island 600 266-213

1. "La Vie En Rose" - 7:27
2. "I Need A Man" - 3:22

- IT 7" single (1977) Island WIP 26514

1. "La Vie En Rose" (Versión de 7") - 3:35
2. "Tomorrow" - 5:48

- NE 7" single (1977) Island 102 371/11 636 AT

1. "La Vie En Rose" (Versión de 7") - 3:35
2. "I Need A Man" - 3:22

- NE 12" single (1977) Island 600.266

1. "La Vie En Rose" - 7:27
2. "I Need A Man" - 3:22

- PO 7" single (1977) Island 5011 616

1. "La Vie En Rose" (Versión de 7") - 3:35
2. "I Need A Man" - 3:22

- SP 7" single (1977) Island 11.459

1. "La Vie En Rose" (Versión de 7") - 3:35
2. "I Need A Man" - 3:22

- SP 12" single (1977) Ariola F-600.266

1. "La Vie En Rose" - 7:27
2. "I Need A Man" - 3:22

- UK 7" single (1977) Island WIP 6415

1. "La Vie En Rose" (Versión de 7") - 3:35
2. "I Need A Man" - 3:22

- UK 12" single (1977) Island 11616

1. "La Vie En Rose" - 7:24
2. "I Need A Man" - 3:22

- UK 12" single (1985) Island 12 IS 240

1. "La Vie En Rose" - 7:24
2. "Nipple To The Bottle" - 5:55
3. "Pull Up To The Bumper" (Remix) - 6:29
4. "Demolition Man" - 4:04

- US 7" single (1977) IS-098

1. "La Vie En Rose" (Versión de 7") - 3:34
2. "I Need A Man" - 3:22

- US 12" single (1985)

1. "La Vie En Rose" - 7:24
2. "Nipple To The Bottle" - 5:55
3. "Pull Up To The Bumper" (Remix) - 6:29
4. "Demolition Man" - 4:04

- US 7" promo (1977) Island IS-098

1. "La Vie En Rose" (Versión de 7") - 3:34
2. "La Vie En Rose" () - 3:34

- YU 7" single (1977) Island SI-88959

1. "La Vie En Rose" (Versión de 7") - 3:34
2. "I Need A Man" - 3:22

## Listas musicales

### Álbum
| Lista musical (1977)     | Posición |
| ------------------------ | -------- |
| Billboard Hot 200        | 109      |
| Billboard Top R&B Albums | 52       |
| Suecia                   | 22       |
| Países Bajos             | 9        |

### Canciones
| Año  | Canción          | Lista musical                 | Posición |
| ---- | ---------------- | ----------------------------- | -------- |
| 1977 | "I Need A Man"   | Billboard Hot 100             | 83       |
| 1977 | "I Need A Man"   | Billboard Hot Dance Club Play | 1        |
| 1977 | "Sorry"          | Billboard Hot 100             | 71       |
| 1977 | "Sorry"          | Billboard Hot Dance Club Play | 7        |
| 1977 | "La Vie en Rose" | UK Singles Chart              | 12       |
| 1977 | "La Vie en Rose" | Billboard Hot Dance Club Play | 10       |
| 1977 | "La Vie en Rose" | Dinamarca                     | 1        |
| 1977 | "La Vie en Rose" | Países Bajos                  | 1        |
| 1977 | "La Vie en Rose" | Europa                        | 1        |